# کهنوت
کهنوت یا کاهنی (انگلیسی: Ordination) فرایندی است که طی آن افراد به منصب روحانیت برگمارده می‌شوند تا آیین‌ها و مراسم مختلف مذهبی را انجام دهند. فرایند و مراسم کهنوت بسته به دین و مذهب متفاوت است؛ کهنوت در واقع طبقهٔ خاص روحانیت در برخی ادیان است.
در کلیسای کاتولیک و در کلیساهای رسولی مثل کلیسای ارامنه، آشوری، ارتدکس و اسقفی به مردی که توسط یک اسقف دست گذاری شده باشد، کاهن یا کشیش گفته می‌شود. پس از این فرد کاهن شده اجازهٔ برگزاری آیین‌ها و رازهای هفتگانه کلیسا را دریافت می‌کند.
کاهن یا کشیش باید دارای نسب‌نامه دست گذاری باشد تا بتواند دست گذاری شدنش را از طریق اسقفی که او را دست گذاری کرده به مسیح به عنوان کاهن اعظم متصل کند. اسقف نیز خود از ۳ اسقف دیگر کهانت را به‌صورت تمام و کمال در دستگذاری اسقفی دریافت می‌دارد و بهمین ترتیب قدرت دستگذاری کشیش و کاهن به او واگذاری شده است.

## بودیسم

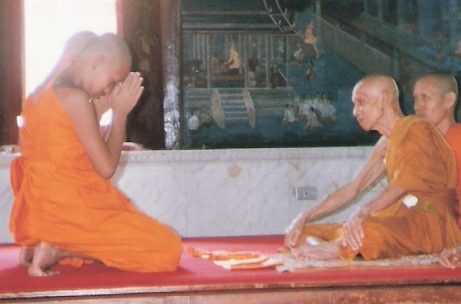
کهنوت نوآموز بودایی

سنت جامعه رهبانیت (سانگها) با گوتاما بودا که مراتب راهب‌ها و سپس راهبه‌ها را برقرار کرد شروع شد.

## اسلام
مسلمانان رهبران مذهبی دارای کهنوت ندارند؛ کهنوت مشخصهٔ دیگر ادیان شمرده شده و در اسلام مردود است. اسلام یک طبقهٔ رسمی و مجزای روحانی ندارد.
به رهبران مذهبی معمولاً شیخ، امام یا مولانا گفته می‌شود. عنوان امام به کسی گفته می‌شود که پیشنماز است. شیخ واژه‌ای عربی به معنای مرد پیر است و به عنوان عنوانی افتخاری برای افراد دانشمند اطلاق می‌شود. مولانا عنوانی است که طلاب مدرسه‌های اسلامی در شبه قاره هند به کار می‌برند.

## یهودیت
شمیکا یا سمیشوت به کهنوت ربی یا حذان در یهودیت اطلاق می‌شود.